# Bahnhof Kapelle-Biezelinge
Der Bahnhof Kapelle-Biezelinge ist der Bahnhof der Gemeinde Kapelle in der niederländischen Provinz Zeeland. Er ist Haltepunkt der Zeeuwse Lijn (Seeland-Linie), die von Vlissingen über Roosendaal nach Amsterdam führt. Die Bahnlinie trennt das Dorf Kapelle von seinem südlich gelegenen Nachbarort Biezelinge.
Der Bahnhof wurde 1863 in der Typenbauweise (Typ SS 5. Klasse) der Staatsspoorwegen errichtet und am 1. Juli 1868 eröffnet. 1907 wurde das Gebäude an der östlichen Seite um einen Flügel ergänzt, 1916 erhielt der Mittelteil ein zusätzliches Stockwerk. Der Bahnhof ist ein kulturhistorisches Monument (Nr. 55656).

## Streckenverbindungen
Folgende Linien halten im Jahresfahrplan 2022 am Bahnhof Kapelle-Biezelinge:
| Zugtyp    | Linienverlauf | Frequenz |
| --------- | --- | --- |
| Intercity | Amsterdam Centraal – Amsterdam Sloterdijk – Haarlem – Leiden Centraal – Den Haag HS – Delft – Rotterdam Centraal – Dordrecht – Roosendaal – Kapelle-Biezelinge – Vlissingen | stündlich (fährt abends und am Wochenende halbstündlich und hält an allen Bahnhöfen zwischen Bergen op Zoom und Vlissingen) |
| Sprinter  | Roosendaal – Bergen op Zoom – Kapelle-Biezelinge – Goes – Middelburg – Vlissingen                                                                                           | stündlich (fährt nicht abends und am Wochenende)                                                                            |